# 1471
Portal Geschichte | Portal Biografien | Aktuelle Ereignisse | Jahreskalender | Tagesartikel

◄ |
14. Jahrhundert |
15. Jahrhundert
| 16. Jahrhundert | ►

◄ |
1440er |
1450er |
1460er |
1470er
| 1480er | 1490er | 1500er | ►

◄◄ |
◄ |
1467 |
1468 |
1469 |
1470 |
1471
| 1472 | 1473 | 1474 | 1475 | ► | ►►
Staatsoberhäupter  · Nekrolog
| Januar | Januar | Januar | Januar | Januar | Januar | Januar | Januar |
| Kw     | Mo     | Di     | Mi     | Do     | Fr     | Sa     | So     |
| 1      |        | 1      | 2      | 3      | 4      | 5      | 6      |
| 2      | 7      | 8      | 9      | 10     | 11     | 12     | 13     |
| 3      | 14     | 15     | 16     | 17     | 18     | 19     | 20     |
| 4      | 21     | 22     | 23     | 24     | 25     | 26     | 27     |
| 5      | 28     | 29     | 30     | 31     |        |        |        |
| ------ | ------ | ------ | ------ | ------ | ------ | ------ | ------ |

| Februar | Februar | Februar | Februar | Februar | Februar | Februar | Februar |
| Kw      | Mo      | Di      | Mi      | Do      | Fr      | Sa      | So      |
| 5       |         |         |         |         | 1       | 2       | 3       |
| 6       | 4       | 5       | 6       | 7       | 8       | 9       | 10      |
| 7       | 11      | 12      | 13      | 14      | 15      | 16      | 17      |
| 8       | 18      | 19      | 20      | 21      | 22      | 23      | 24      |
| 9       | 25      | 26      | 27      | 28      |         |         |         |
| ------- | ------- | ------- | ------- | ------- | ------- | ------- | ------- |

| März | März | März | März | März | März | März | März |
| Kw   | Mo   | Di   | Mi   | Do   | Fr   | Sa   | So   |
| 9    |      |      |      |      | 1    | 2    | 3    |
| 10   | 4    | 5    | 6    | 7    | 8    | 9    | 10   |
| 11   | 11   | 12   | 13   | 14   | 15   | 16   | 17   |
| 12   | 18   | 19   | 20   | 21   | 22   | 23   | 24   |
| 13   | 25   | 26   | 27   | 28   | 29   | 30   | 31   |
| ---- | ---- | ---- | ---- | ---- | ---- | ---- | ---- |

| April | April | April | April | April | April | April | April |
| Kw    | Mo    | Di    | Mi    | Do    | Fr    | Sa    | So    |
| 14    | 1     | 2     | 3     | 4     | 5     | 6     | 7     |
| 15    | 8     | 9     | 10    | 11    | 12    | 13    | 14    |
| 16    | 15    | 16    | 17    | 18    | 19    | 20    | 21    |
| 17    | 22    | 23    | 24    | 25    | 26    | 27    | 28    |
| 18    | 29    | 30    |       |       |       |       |       |
| ----- | ----- | ----- | ----- | ----- | ----- | ----- | ----- |

| Mai | Mai | Mai | Mai | Mai | Mai | Mai | Mai |
| Kw  | Mo  | Di  | Mi  | Do  | Fr  | Sa  | So  |
| 18  |     |     | 1   | 2   | 3   | 4   | 5   |
| 19  | 6   | 7   | 8   | 9   | 10  | 11  | 12  |
| 20  | 13  | 14  | 15  | 16  | 17  | 18  | 19  |
| 21  | 20  | 21  | 22  | 23  | 24  | 25  | 26  |
| 22  | 27  | 28  | 29  | 30  | 31  |     |     |
| --- | --- | --- | --- | --- | --- | --- | --- |

| Juni | Juni | Juni | Juni | Juni | Juni | Juni | Juni |
| Kw   | Mo   | Di   | Mi   | Do   | Fr   | Sa   | So   |
| 22   |      |      |      |      |      | 1    | 2    |
| 23   | 3    | 4    | 5    | 6    | 7    | 8    | 9    |
| 24   | 10   | 11   | 12   | 13   | 14   | 15   | 16   |
| 25   | 17   | 18   | 19   | 20   | 21   | 22   | 23   |
| 26   | 24   | 25   | 26   | 27   | 28   | 29   | 30   |
| ---- | ---- | ---- | ---- | ---- | ---- | ---- | ---- |

| Juli | Juli | Juli | Juli | Juli | Juli | Juli | Juli |
| Kw   | Mo   | Di   | Mi   | Do   | Fr   | Sa   | So   |
| 27   | 1    | 2    | 3    | 4    | 5    | 6    | 7    |
| 28   | 8    | 9    | 10   | 11   | 12   | 13   | 14   |
| 29   | 15   | 16   | 17   | 18   | 19   | 20   | 21   |
| 30   | 22   | 23   | 24   | 25   | 26   | 27   | 28   |
| 31   | 29   | 30   | 31   |      |      |      |      |
| ---- | ---- | ---- | ---- | ---- | ---- | ---- | ---- |

| August | August | August | August | August | August | August | August |
| Kw     | Mo     | Di     | Mi     | Do     | Fr     | Sa     | So     |
| 31     |        |        |        | 1      | 2      | 3      | 4      |
| 32     | 5      | 6      | 7      | 8      | 9      | 10     | 11     |
| 33     | 12     | 13     | 14     | 15     | 16     | 17     | 18     |
| 34     | 19     | 20     | 21     | 22     | 23     | 24     | 25     |
| 35     | 26     | 27     | 28     | 29     | 30     | 31     |        |
| ------ | ------ | ------ | ------ | ------ | ------ | ------ | ------ |

| September | September | September | September | September | September | September | September |
| Kw        | Mo        | Di        | Mi        | Do        | Fr        | Sa        | So        |
| 35        |           |           |           |           |           |           | 1         |
| 36        | 2         | 3         | 4         | 5         | 6         | 7         | 8         |
| 37        | 9         | 10        | 11        | 12        | 13        | 14        | 15        |
| 38        | 16        | 17        | 18        | 19        | 20        | 21        | 22        |
| 39        | 23        | 24        | 25        | 26        | 27        | 28        | 29        |
| 40        | 30        |           |           |           |           |           |           |
| --------- | --------- | --------- | --------- | --------- | --------- | --------- | --------- |

| Oktober | Oktober | Oktober | Oktober | Oktober | Oktober | Oktober | Oktober |
| Kw      | Mo      | Di      | Mi      | Do      | Fr      | Sa      | So      |
| 40      |         | 1       | 2       | 3       | 4       | 5       | 6       |
| 41      | 7       | 8       | 9       | 10      | 11      | 12      | 13      |
| 42      | 14      | 15      | 16      | 17      | 18      | 19      | 20      |
| 43      | 21      | 22      | 23      | 24      | 25      | 26      | 27      |
| 44      | 28      | 29      | 30      | 31      |         |         |         |
| ------- | ------- | ------- | ------- | ------- | ------- | ------- | ------- |

| November | November | November | November | November | November | November | November |
| Kw       | Mo       | Di       | Mi       | Do       | Fr       | Sa       | So       |
| 44       |          |          |          |          | 1        | 2        | 3        |
| 45       | 4        | 5        | 6        | 7        | 8        | 9        | 10       |
| 46       | 11       | 12       | 13       | 14       | 15       | 16       | 17       |
| 47       | 18       | 19       | 20       | 21       | 22       | 23       | 24       |
| 48       | 25       | 26       | 27       | 28       | 29       | 30       |          |
| -------- | -------- | -------- | -------- | -------- | -------- | -------- | -------- |

| Dezember | Dezember | Dezember | Dezember | Dezember | Dezember | Dezember | Dezember |
| Kw       | Mo       | Di       | Mi       | Do       | Fr       | Sa       | So       |
| 48       |          |          |          |          |          |          | 1        |
| 49       | 2        | 3        | 4        | 5        | 6        | 7        | 8        |
| 50       | 9        | 10       | 11       | 12       | 13       | 14       | 15       |
| 51       | 16       | 17       | 18       | 19       | 20       | 21       | 22       |
| 52       | 23       | 24       | 25       | 26       | 27       | 28       | 29       |
| 1        | 30       | 31       |          |          |          |          |          |
| -------- | -------- | -------- | -------- | -------- | -------- | -------- | -------- |

| Januar | Januar | Januar | Januar | Januar | Januar | Januar | Januar |
| Kw     | Mo     | Di     | Mi     | Do     | Fr     | Sa     | So     |
| 1      |        | 1      | 2      | 3      | 4      | 5      | 6      |
| 2      | 7      | 8      | 9      | 10     | 11     | 12     | 13     |
| 3      | 14     | 15     | 16     | 17     | 18     | 19     | 20     |
| 4      | 21     | 22     | 23     | 24     | 25     | 26     | 27     |
| 5      | 28     | 29     | 30     | 31     |        |        |        |
| ------ | ------ | ------ | ------ | ------ | ------ | ------ | ------ |

| Februar | Februar | Februar | Februar | Februar | Februar | Februar | Februar |
| Kw      | Mo      | Di      | Mi      | Do      | Fr      | Sa      | So      |
| 5       |         |         |         |         | 1       | 2       | 3       |
| 6       | 4       | 5       | 6       | 7       | 8       | 9       | 10      |
| 7       | 11      | 12      | 13      | 14      | 15      | 16      | 17      |
| 8       | 18      | 19      | 20      | 21      | 22      | 23      | 24      |
| 9       | 25      | 26      | 27      | 28      |         |         |         |
| ------- | ------- | ------- | ------- | ------- | ------- | ------- | ------- |

| März | März | März | März | März | März | März | März |
| Kw   | Mo   | Di   | Mi   | Do   | Fr   | Sa   | So   |
| 9    |      |      |      |      | 1    | 2    | 3    |
| 10   | 4    | 5    | 6    | 7    | 8    | 9    | 10   |
| 11   | 11   | 12   | 13   | 14   | 15   | 16   | 17   |
| 12   | 18   | 19   | 20   | 21   | 22   | 23   | 24   |
| 13   | 25   | 26   | 27   | 28   | 29   | 30   | 31   |
| ---- | ---- | ---- | ---- | ---- | ---- | ---- | ---- |

| April | April | April | April | April | April | April | April |
| Kw    | Mo    | Di    | Mi    | Do    | Fr    | Sa    | So    |
| 14    | 1     | 2     | 3     | 4     | 5     | 6     | 7     |
| 15    | 8     | 9     | 10    | 11    | 12    | 13    | 14    |
| 16    | 15    | 16    | 17    | 18    | 19    | 20    | 21    |
| 17    | 22    | 23    | 24    | 25    | 26    | 27    | 28    |
| 18    | 29    | 30    |       |       |       |       |       |
| ----- | ----- | ----- | ----- | ----- | ----- | ----- | ----- |

| Mai | Mai | Mai | Mai | Mai | Mai | Mai | Mai |
| Kw  | Mo  | Di  | Mi  | Do  | Fr  | Sa  | So  |
| 18  |     |     | 1   | 2   | 3   | 4   | 5   |
| 19  | 6   | 7   | 8   | 9   | 10  | 11  | 12  |
| 20  | 13  | 14  | 15  | 16  | 17  | 18  | 19  |
| 21  | 20  | 21  | 22  | 23  | 24  | 25  | 26  |
| 22  | 27  | 28  | 29  | 30  | 31  |     |     |
| --- | --- | --- | --- | --- | --- | --- | --- |

| Juni | Juni | Juni | Juni | Juni | Juni | Juni | Juni |
| Kw   | Mo   | Di   | Mi   | Do   | Fr   | Sa   | So   |
| 22   |      |      |      |      |      | 1    | 2    |
| 23   | 3    | 4    | 5    | 6    | 7    | 8    | 9    |
| 24   | 10   | 11   | 12   | 13   | 14   | 15   | 16   |
| 25   | 17   | 18   | 19   | 20   | 21   | 22   | 23   |
| 26   | 24   | 25   | 26   | 27   | 28   | 29   | 30   |
| ---- | ---- | ---- | ---- | ---- | ---- | ---- | ---- |

| Juli | Juli | Juli | Juli | Juli | Juli | Juli | Juli |
| Kw   | Mo   | Di   | Mi   | Do   | Fr   | Sa   | So   |
| 27   | 1    | 2    | 3    | 4    | 5    | 6    | 7    |
| 28   | 8    | 9    | 10   | 11   | 12   | 13   | 14   |
| 29   | 15   | 16   | 17   | 18   | 19   | 20   | 21   |
| 30   | 22   | 23   | 24   | 25   | 26   | 27   | 28   |
| 31   | 29   | 30   | 31   |      |      |      |      |
| ---- | ---- | ---- | ---- | ---- | ---- | ---- | ---- |

| August | August | August | August | August | August | August | August |
| Kw     | Mo     | Di     | Mi     | Do     | Fr     | Sa     | So     |
| 31     |        |        |        | 1      | 2      | 3      | 4      |
| 32     | 5      | 6      | 7      | 8      | 9      | 10     | 11     |
| 33     | 12     | 13     | 14     | 15     | 16     | 17     | 18     |
| 34     | 19     | 20     | 21     | 22     | 23     | 24     | 25     |
| 35     | 26     | 27     | 28     | 29     | 30     | 31     |        |
| ------ | ------ | ------ | ------ | ------ | ------ | ------ | ------ |

| September | September | September | September | September | September | September | September |
| Kw        | Mo        | Di        | Mi        | Do        | Fr        | Sa        | So        |
| 35        |           |           |           |           |           |           | 1         |
| 36        | 2         | 3         | 4         | 5         | 6         | 7         | 8         |
| 37        | 9         | 10        | 11        | 12        | 13        | 14        | 15        |
| 38        | 16        | 17        | 18        | 19        | 20        | 21        | 22        |
| 39        | 23        | 24        | 25        | 26        | 27        | 28        | 29        |
| 40        | 30        |           |           |           |           |           |           |
| --------- | --------- | --------- | --------- | --------- | --------- | --------- | --------- |

| Oktober | Oktober | Oktober | Oktober | Oktober | Oktober | Oktober | Oktober |
| Kw      | Mo      | Di      | Mi      | Do      | Fr      | Sa      | So      |
| 40      |         | 1       | 2       | 3       | 4       | 5       | 6       |
| 41      | 7       | 8       | 9       | 10      | 11      | 12      | 13      |
| 42      | 14      | 15      | 16      | 17      | 18      | 19      | 20      |
| 43      | 21      | 22      | 23      | 24      | 25      | 26      | 27      |
| 44      | 28      | 29      | 30      | 31      |         |         |         |
| ------- | ------- | ------- | ------- | ------- | ------- | ------- | ------- |

| November | November | November | November | November | November | November | November |
| Kw       | Mo       | Di       | Mi       | Do       | Fr       | Sa       | So       |
| 44       |          |          |          |          | 1        | 2        | 3        |
| 45       | 4        | 5        | 6        | 7        | 8        | 9        | 10       |
| 46       | 11       | 12       | 13       | 14       | 15       | 16       | 17       |
| 47       | 18       | 19       | 20       | 21       | 22       | 23       | 24       |
| 48       | 25       | 26       | 27       | 28       | 29       | 30       |          |
| -------- | -------- | -------- | -------- | -------- | -------- | -------- | -------- |

| Dezember | Dezember | Dezember | Dezember | Dezember | Dezember | Dezember | Dezember |
| Kw       | Mo       | Di       | Mi       | Do       | Fr       | Sa       | So       |
| 48       |          |          |          |          |          |          | 1        |
| 49       | 2        | 3        | 4        | 5        | 6        | 7        | 8        |
| 50       | 9        | 10       | 11       | 12       | 13       | 14       | 15       |
| 51       | 16       | 17       | 18       | 19       | 20       | 21       | 22       |
| 52       | 23       | 24       | 25       | 26       | 27       | 28       | 29       |
| 1        | 30       | 31       |          |          |          |          |          |
| -------- | -------- | -------- | -------- | -------- | -------- | -------- | -------- |

## Ereignisse

### Politik und Weltgeschehen

#### England/Rosenkriege
14. April: In den Rosenkriegen um die englische Thronherrschaft geht die Schlacht von Barnet für „Warwick den Königsmacher“ verloren, wobei er sein Leben verliert. Der Sieger Edward IV. zieht mit seinen Truppen weiter nach Tewkesbury.

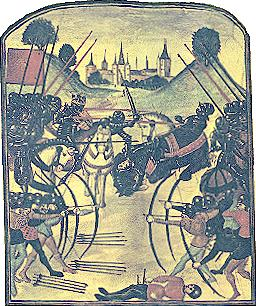
Schlacht von Tewkesbury

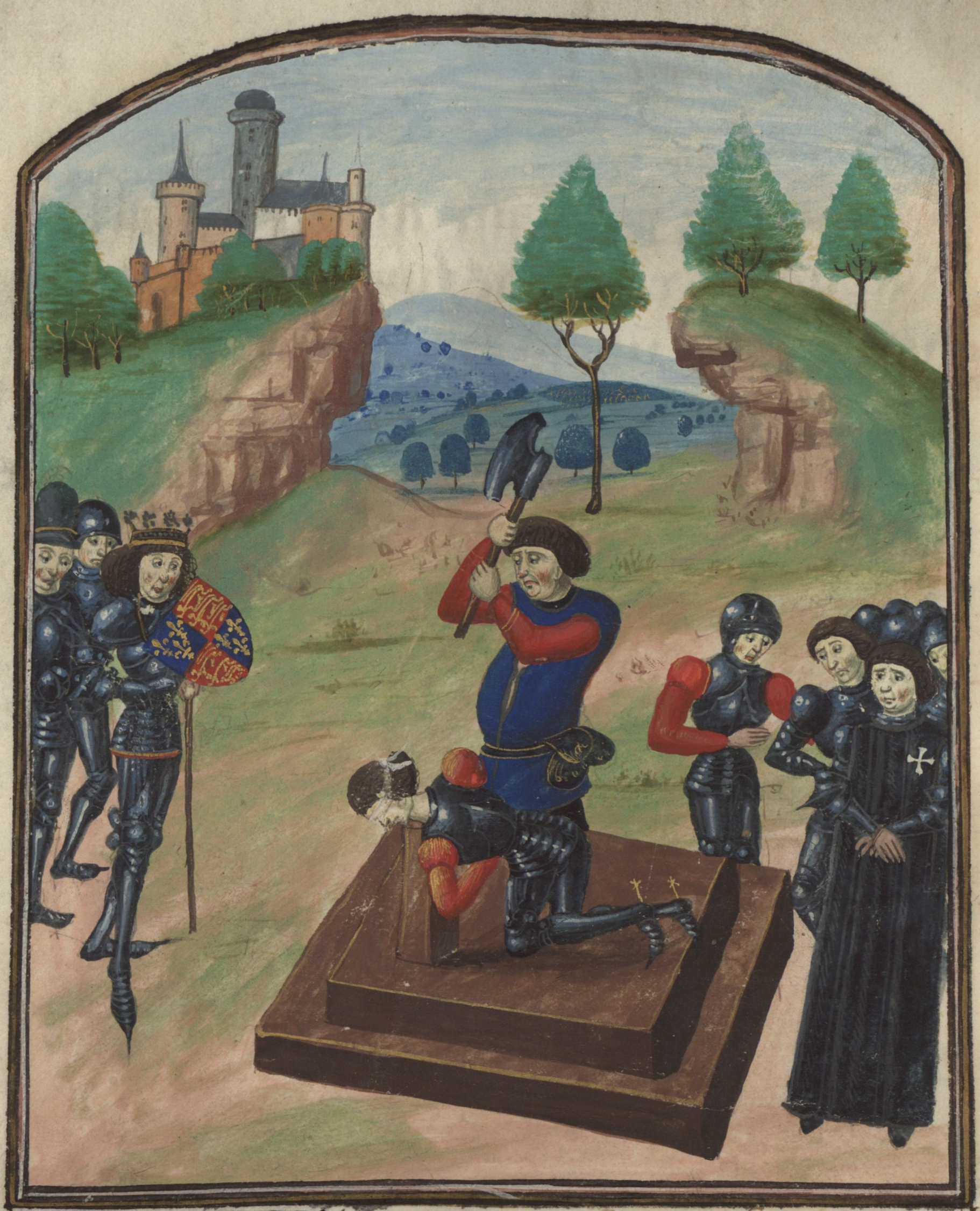
Die Hinrichtung von Edmund Beaufort

- 4. Mai: König Edward IV. aus dem Hause York schlägt die Truppen des Hauses Lancaster unter Margarete von Anjou und Edmund Beaufort, 4. Duke of Somerset, in der Schlacht von Tewkesbury. Die Schlacht ist eine vernichtende Niederlage für das Haus Lancaster, da der siebzehnjährige Thronfolger Edward of Westminster genauso wie viele Gefolgsleute, unter ihnen auch der jüngere Bruder von Edmund, den Kämpfen zum Opfer fallen.
- Edmund Beaufort sucht wie viele der übrigen überlebenden Lancaster-Anhänger Schutz in der Abtei von Tewkesbury. Dort wird er gefangen genommen und zwei Tage später, am Montag, dem 6. Mai, zusammen mit den anderen Männern von einem Kriegsgericht kurz abgeurteilt und anschließend enthauptet.
- 21. Mai: Im Tower of London wird der abgesetzte König Heinrich VI., der letzte aus dem Haus Lancaster, auf Befehl des neuen Königs Edward IV. ermordet.

#### Russland
- 14. Juli: In der Schlacht an der Schelon besiegt das Heer des Großfürstentums Moskau das Heer der Republik Nowgorod, was vorentscheidend für die Einverleibung der Republik 1478 und die Erschaffung eines zentralisierten Russischen Reiches ist.

#### Skandinavien
- 10. Oktober: Die Schlacht am Brunkeberg zwischen den Heeren des schwedischen Reichsverwesers Sten Sture des Älteren und des dänischen und norwegischen Königs Christian I. endet mit einem Sieg der Schweden und entscheidet den Dänisch-Schwedischen Krieg. Unionskönig Christian I. hat nach dem Tod des schwedischen Königs Karl VIII. im Vorjahr versucht, die Kalmarer Union wiederzubeleben.

#### Heiliges Römisches Reich
Mit der Abwahl von Peter Kistler als Schultheiss von Bern endet der Twingherrenstreit in der Stadt vorerst zugunsten der Adelspartei.

#### Republik Venedig

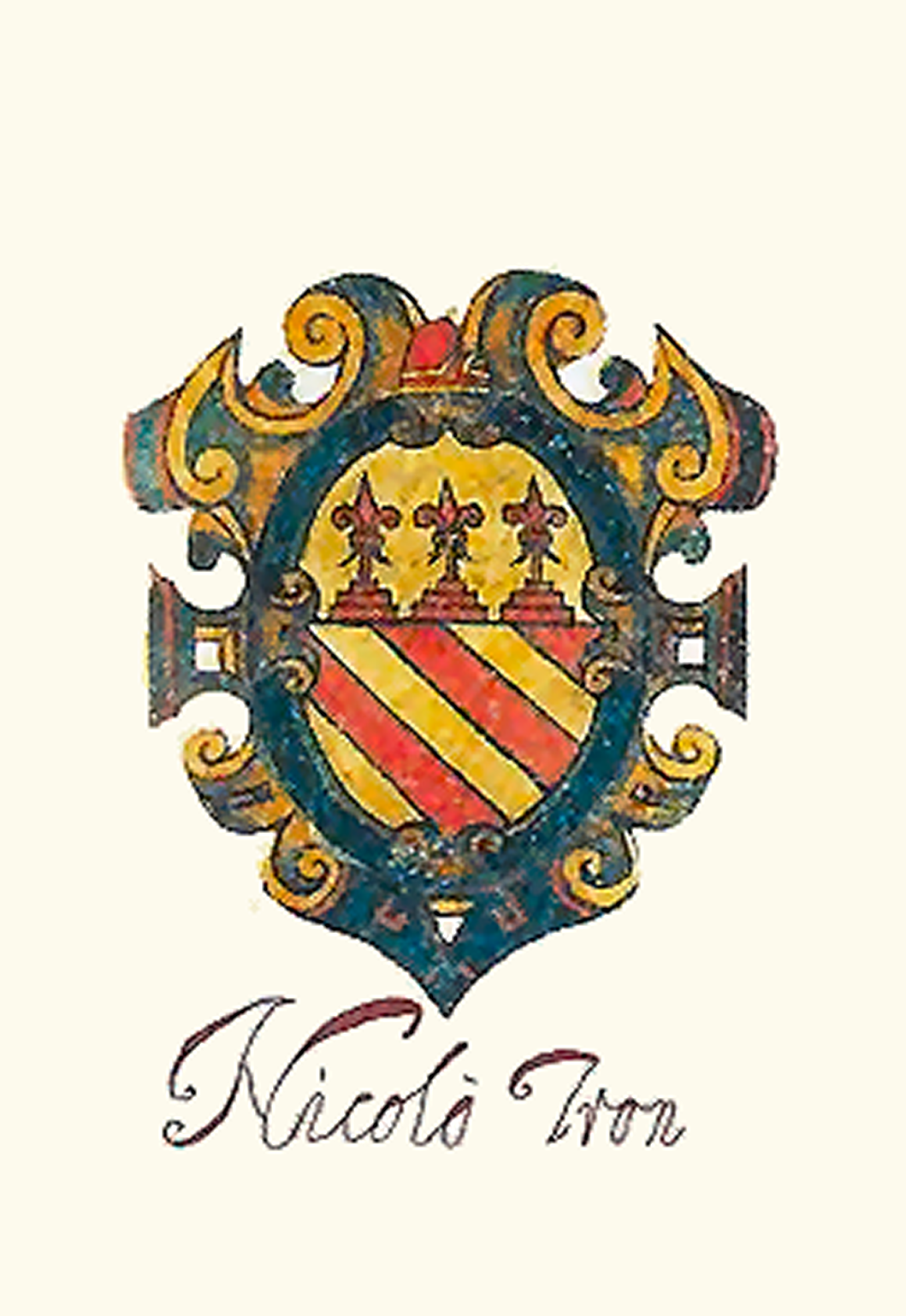
Wappen Niccolò Trons

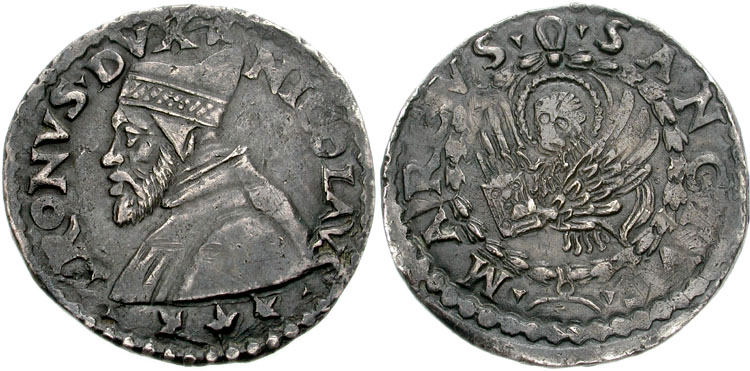
Der Tron

Cristoforo Moro stirbt am 10. November nach neun Jahren im Amt als Doge von Venedig. Bei der Wahl zu seinem Nachfolger setzt sich Niccolò Tron gegen Pietro Mocenigo und Andrea Vendramin durch. Der neue Doge reformiert das venezianische Münzsystem. Er schafft eine neue Münze, den Tron, der auf der Rückseite den Kopf des Dogen in der Art antiker Münzen im Profil zeigt, und der damit gegen venezianische Gepflogenheiten verstößt, in denen jede Art von Personenkult im Zusammenhang mit der Republik abgelehnt wird.

#### Osmanisches Reich
- 19. September: Osmanische Truppen erobern die Festung Počitelj im Neretva-Tal und erkämpfen sich so den Zugang nach Zentralbosnien.

#### Portugal und seine Entdeckungsfahrten
- 21. Dezember: Geschichte São Tomés und Príncipes: Der portugiesische Seefahrer João de Santarém entdeckt die nahe am Äquator gelegene Insel São Tomé im Golf von Guinea.
- Die Portugiesen überqueren als erste Europäer den Äquator und entdecken die Goldküste in Westafrika.
- Die Portugiesen erobern Tanger und Asilah als weitere Stützpunkte in der Algarve jenseits des Meeres.

#### Stadtrechte
Kaiser Friedrich III. erhebt den Markt Gottschee zur Stadt.

#### Amerika

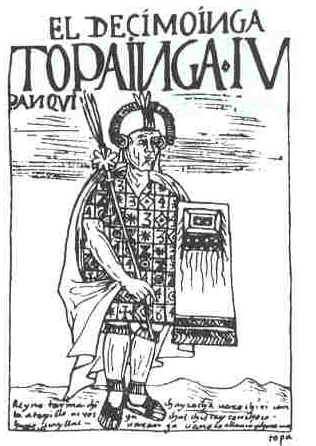
Tupaq Yupanqui

- Túpac Yupanqui wird nach dem Tod seines Vaters Pachacútec Yupanqui als 10. Inka von Cuzko Herrscher des Inka-Reiches. Unter seiner Herrschaft wird das Reich seine größte Ausdehnung erleben.

### Wissenschaft und Technik
- nach 9. August: Die Universität Genua wird durch Papst Sixtus IV. mittels päpstlicher Bulle gegründet.

### Religion

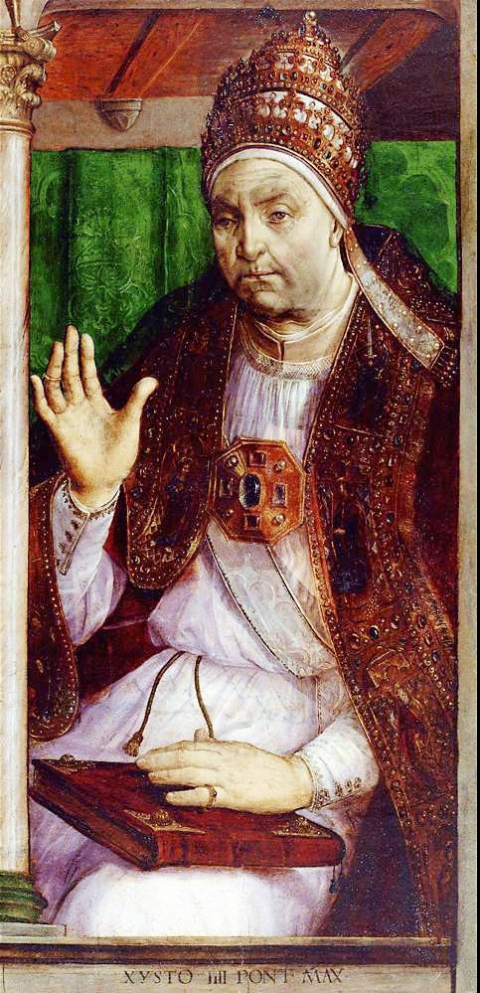
Sixtus IV., Gemälde von Justus van Gent

Am 26. Juli stirbt 54-jährig Papst Paul II. in Rom. Nach nur dreitägigem Konklave wird am 9. August überraschend Francesco della Rovere zum Papst gewählt, nachdem das Wahlkollegium zahlreiche Wahlkapitulationen von ihm gefordert hat. Er nimmt den Namen Sixtus IV. an. Von dem Ordensgeneral des Franziskanerordens wird zunächst eine Neubesinnung auf pastorale Leitwerte erwartet, doch noch im gleichen Jahr zeigen sich die ersten Ansätze seines ausschweifenden Nepotismus, als er am 16. Dezember – entgegen den Vereinbarungen der Wahlkapitulationen – zwei seiner Neffen, Pietro Riario und Giuliano della Rovere, zu Kardinälen ernennt.
Im Bistum Raphoe in Irland wird das Kloster Killydonnell gegründet.

### Natur und Umwelt
- Dezember: Der Große Komet C/1471 Y1 ist Ende des Jahres weltweit mit bloßem Auge sichtbar.

## Geboren

### Geburtsdatum gesichert
- 17. Januar: Ulrich III. von Rosenberg, böhmischer Adeliger († 1513)
- 01. Februar: Blasius Hölzl, österreichischer Finanzier, Sekretär und Rat Kaiser Maximilians I. († 1526)
- 03. Februar: Degenhart Pfäffinger, bayerischer Adeliger († 1519)
- 23. Februar: Kilian Leib, humanistisch orientierter Prior im Augustiner-Chorherren-Stift Rebdorf († 1553)
- 12. Mai: Dorothea von Brandenburg, Äbtissin im Klarissenkloster Bamberg († 1520)

Albrecht Dürer

- 21. Mai: Albrecht Dürer, deutscher Maler, Grafiker, Mathematiker und Kunsttheoretiker († 1528)
- 06. Juni: Jakob II. von Baden, (Titular-)Markgraf von Baden, Erzbischof und Kurfürst von Trier († 1511)
- 15. Juli: Eskandar, Negus Negest von Äthiopien († 1494)
- Juli: Jakob Locher, deutscher humanistischer Schriftsteller und Übersetzer († 1528)
- 27. August: Georg der Bärtige, Herzog von Sachsen und Sagan († 1539)
- 02. September: Ercole Strozzi, italienischer Hofmann und Dichter († 1508)
- 08. September: Wilhelm III., Landgraf von Hessen-Marburg († 1500)
- 07. Oktober: Friedrich I., König von Dänemark und Norwegen, Herzog von Schleswig und Holstein († 1533)

### Genaues Geburtsdatum unbekannt
- Arnold von Harff, deutscher Ritter, Pilger und Autor († 1505)
- Adelheid Brömse, deutsche Zisterzienserin und Äbtissin († 1538)
- Symphorien Champier, französischer Arzt, Historiker, Übersetzer und Herausgeber († 1539)
- Mauritius Ferber, katholischer Theologe und Bischof von Ermland († 1537)
- John Forest, englischer Franziskaner-Minorit, katholischer Märtyrer und Seliger († 1538)
- Galeotto Franciotti della Rovere, italienischer Kardinal († 1507)
- Elisabetta Gonzaga, Herzogin von Urbino († 1526)
- Caspar Güttel, lutherischer Theologe und Reformator († 1542)
- Nam Gon, koreanischer Politiker und neokonfuzianischer Philosoph und Dichter († 1527)
- Kaspar Nützel, Nürnberger Patrizier und Ratsmitglied († 1529)
- Simon V., Graf zur Lippe († 1536)
- Paul Ziegler, Bischof von Chur († 1541)

### Geboren um 1471
- Juan Díaz de Solís, spanischer Kartograf, Seefahrer und Entdecker († 1516)

## Gestorben

### Todesdatum gesichert
- 15. Januar: Antonio Beccadelli, italienischer Humanist (* 1394)
- 05. Februar: Nicolaus Pistoris, deutscher Mediziner und Bürgermeister von Leipzig (* 1411)
- 10. Februar: Friedrich II., Markgraf und Kurfürst von Brandenburg (* 1413)
- 22. Februar: Jan Rokycana, tschechischer Theologe (* 1397)
- 14. März: Claude de Montaigu, burgundischer Adliger (* um 1406)
- 22. März: Georg von Podiebrad, König von Böhmen (* 1420)
- 14. April: Humphry Bourchier, 1. Baron Cromwell, englischer Adeliger
- 14. April: William Fiennes, 2. Baron Saye and Sele, englischer Adeliger (* 1428)
- 14. April: John Neville, 1. Marquess of Montagu, englischer Peer und Politiker (* um 1431)
- 14. April: Richard Neville, 16. Earl of Warwick, englischer Adeliger und Heerführer im Rosenkrieg (* 1428)
- 14. April: William Tyrell of Heron, englischer Ritter
- 23. April: Andreas Baumkircher, Freiherr von Schlaining (* 1420)
- 04. Mai: John Delves, englischer Ritter
- 04. Mai: William Vaux, englischer Ritter
- 04. Mai: Edward of Westminster, Prince of Wales, Herzog von Cornwall (* 1453)
- 21. Mai: Heinrich VI., König von England (* 1421)
- 25. Juli: Thomas von Kempen, Augustinermönch und Mystiker des 15. Jahrhunderts (* 1380)
- 26. Juli: Pietro Barbo, als Paul II. Papst (* 1417)
- 14. August: Konrad IX., Herzog von Oels, Cosel, Steinau und halb Beuthen (* 1415/20)
- 20. August: Borso d’Este, Herzog von Ferrara, Modena und Reggio (* 1413)
- 08. November: Ludwig II., Landgraf von Niederhessen (* 1438)
- 09. November: Cristoforo Moro, Doge von Venedig (* 1390)
- 16. November: Henry Beaumont, englischer Ritter (* um 1438)
- 17. Dezember: Isabel de Portugal, Herzogin von Burgund (* 1397)
- 24. Dezember: Sigismund von Sachsen, Bischof von Würzburg (* 1416)

### Genaues Todesdatum unbekannt
- Januar: Otto V., Herzog zu Braunschweig-Lüneburg (* nach 1418)
- Alessandra Macinghi, italienische Schriftstellerin (* 1407)
- Thomas Malory, englischer Autor oder Herausgeber von Le Morte d’Arthur (* um 1405)
- John Milewater, englischer Soldat
- Pachacútec Yupanqui, Herrscher des Inka-Reiches